# Лёктохъёган
Лёктохъёган (устар. Лектог-Еган) — река в России, протекает по Нижневартовскому району Ханты-Мансийского АО. Устье реки находится в 297 км от устья реки Сабун по левому берегу. Длина реки составляет 71 км, площадь водосборного бассейна — 792 км².

## Данные водного реестра
По данным государственного водного реестра России относится к Верхнеобскому бассейновому округу, водохозяйственный участок реки — Вах, речной подбассейн реки — бассейн притоков (Верхней) Оби от Васюгана до Ваха. Речной бассейн реки — (Верхняя) Обь до впадения Иртыша.
Код объекта в государственном водном реестре — 13011000112115200039443.

### Притоки
(указано расстояние от устья)
- 3 км: река без названия (пр)
- 23 км: река Лёктохъигол (пр)
- 30 км: река Ирханъигол (пр)